# Ceraclea ramburi
Ceraclea ramburi là một loài Trichoptera trong họ Leptoceridae. Chúng phân bố ở miền Cổ bắc.